# Adadnirari I
Adadnirari I o Adad-nirari I va ser rei d'Assíria possiblement des dels anys 1300 aC/1290 aC als 1270 aC/1260 aC en un regnat de prop de 30 anys, segons la Llista dels reis d'Assíria. Va ser fill i successor d'Arikdenili.
Amb els darrers reis, Assíria havia perdut pes entre els estats de la zona, però sota Adadnirari I va començar la recuperació. Va conduir als seus exèrcits en els dos fronts principals: a l'oest, a la terra de Mitanni i al sud enfrontant-se de Babilònia. Al començament del seu regnat el rei Shattuara I de Mitanni (potser va ser rei del 1320 aC al 1295 aC) no volia pagar el tribut que Assíria li reclamava; Adadnirari el va atacar i el va fer presoner i se'l va emportar cap a Assur (cap a l'any 1295 aC), on el va obligar a jurar lleialtat i a pagar el tribut, però segurament va poder tornar al seu regne on va morir no gaire temps després. El successor de Shattuara, el seu fill Wasashatta, es va revoltar al cap de pocs anys i les forces assíries van marxar sobre Washukanni. Va ocupar la capital i es va annexionar diversos territoris: a l'oest fins a l'Eufrates, al nord-oest fins al regne hitita de Karkemish, al sud-oest fins a Rapiqu, al sud-est fins a Lupti (moderna Taza Khumarttu), i al nord-est fins a Elukhat (moderna Salah a la part oriental del massís de Tur Abidin). La família del rei hurrita va ser deportada a Assíria i Adadnirari I va posar al tron a un fill o nebot, Shattuara II, cap a l'any 1280 aC, però també es va revoltar, sembla que aprofitant quan va morir Adadnirari i va pujar al tron Salmanassar I el 1270 aC aproximadament i va annexionar Mitanni i va convertir el regne en la província assíria d'Hanigalbat). Al sud va derrotar els cassites de Babilònia i als gutis o quteus. El rei cassita Nazimaruttaix (1324-1298 aC) va caure derrotat en la batalla de Kar-Ishtar i els assiris van dominar en endavant la vall del riu Diyala. Després de les seves campanyes, Assíria dominava directament o indirecta quasi tota Mesopotàmia.
Adadnirari va agafar el títol de sharru rabu (rei de l'univers) i les inscripcions l'anomenen "el rei que rebutja a tots els seus enemics del nord i del sud, i envaeix els seus països". És el primer sobirà assiri del qual es coneixen els annals, conservats en grans inscripcions. Després de les seves victòries sobre Mitanni, Adadnirari I va voler ser reconegut i admirat per les grans potències veïnes. Potser va ser en aquesta ocasió, quan buscava l'amistat del rei hitita Muwatal·lis II, que aquest rei li va contestar en una carta: "Has guanyat per les armes ... i t'has convertit en un gran rei. Però perquè em dius sempre germà? potser hem nascut tu i jo d'una mateixa mare...?".
Segons la Llista dels reis d'Assíria, el va succeir el seu fill Salmanassar I.